# Wengernalpbahn
Wengernalpbahn (WAB): Lauterbrunnen - Wengen - Kleine Scheidegg - Grindelwald je světově nejdelší ozubená železnice s nepřetržitým ozubeným hřebenem, tedy nemá pouze adhezní úseky. V současnosti patří tato společnost pod Jungfraubahnen.

## Provoz

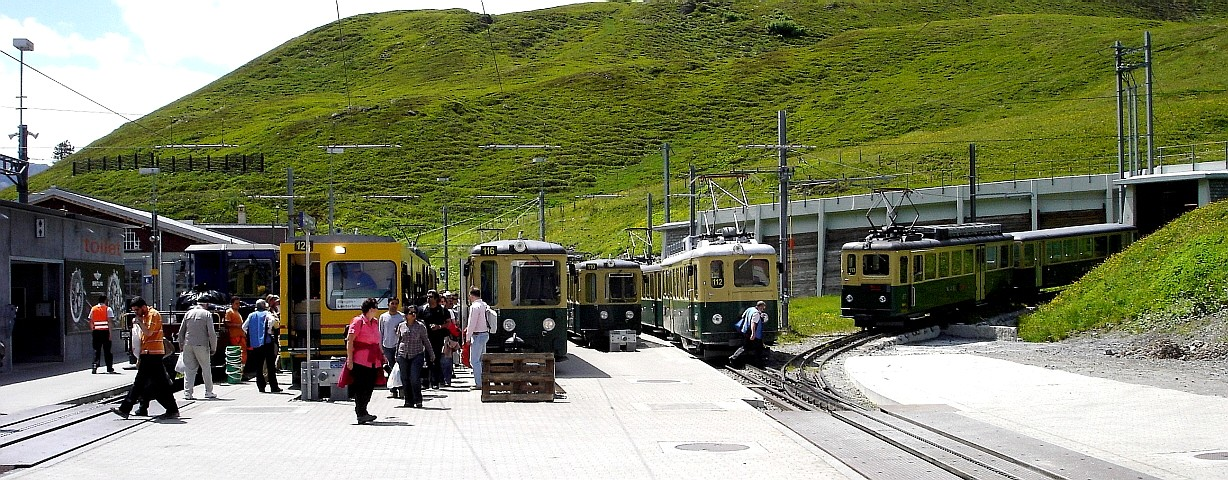
Wengernalpbahn - Kleine Scheidegg

Provoz na trati je řízen tak, aby bylo možno v případě potřeby rychle posílit počet souprav na trati podle provozní situace. Soupravy nejezdí přímo z jedné konečné stanice do druhé, ale s přestupem na Kleine Scheideggu. Z bezpečnostních důvodů podle provozních předpisů musí být elektrický vůz vždy umístěn na dolním konci vlaku. Z tohoto důvodu nejezdí vlaky přes Kleine Scheidegg přímo a je zde nutný přestup. Z provozně-technologických důvodů je zde vybudován triangl (tesán ve skále u zastávky), kde je možno soupravu otočit a použít na druhé straně trati.
Nejvytíženější úsek železniční tratě je z Lauterbrunnen do Wengenu, používá se k přepravě turistů, osobní dopravě i přepravě materiálu a zásobování.
Pro urychlení provozu na trati byly mezi Lauterbrunnen a Wengen vybudovány dvě tratě (nikoliv dvoukolejka), kdy byla jedna používána pro nákladní vlaky, druhá pro osobní. S nasazením moderních lokomotiv pro nákladní vlaky, které dosahují stejné rychlosti jako osobní, se druhá trať již používá minimálně.

## Historie

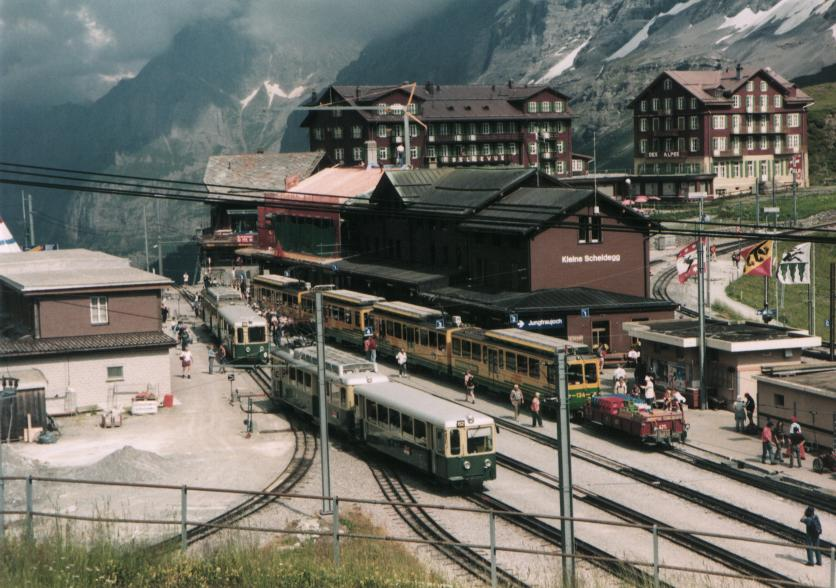
Kleine Scheidegg
starší snímek

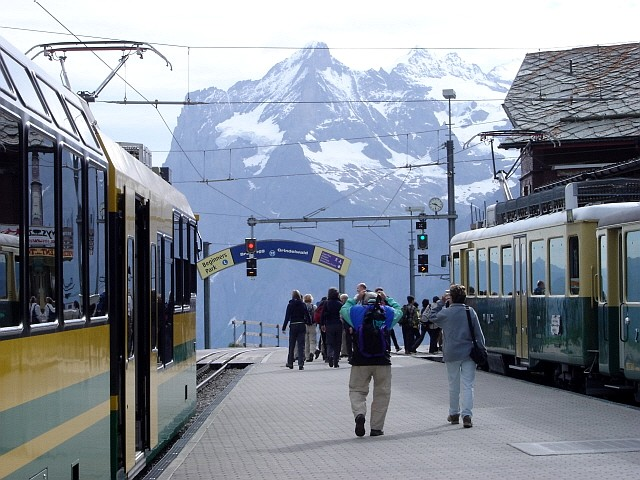
Kleine Scheidegg
směr Grindelwald

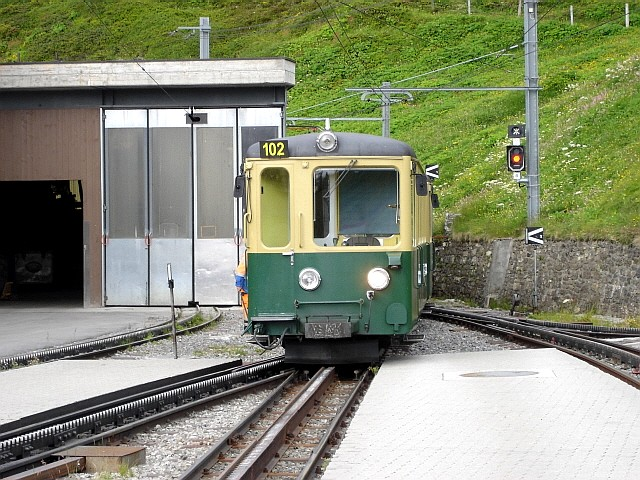
Kleine Scheidegg
směr Wengen

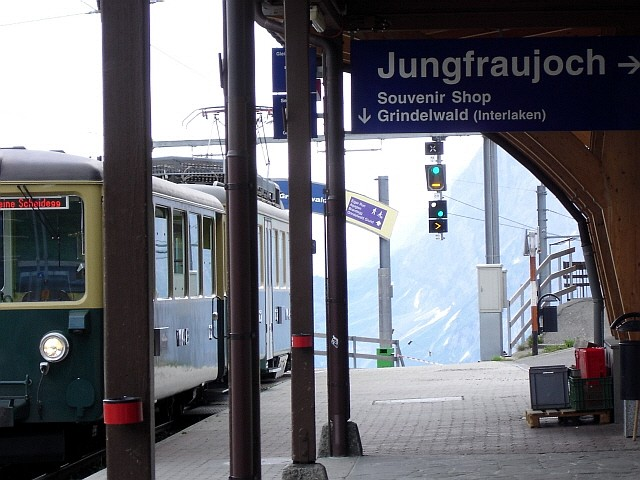
Kleine Scheidegg
směr Grindelwald

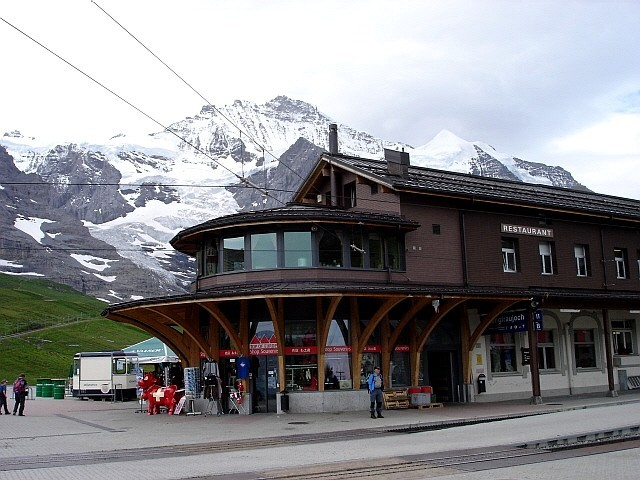
Kleine Scheidegg
staniční budova

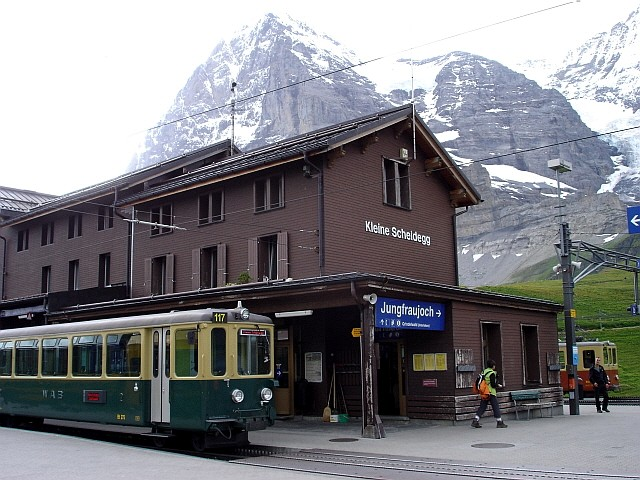
Kleine Scheidegg
staniční budova

|     |           | 1875 | … | Vydání koncese "Bernskou železniční společností" na stavbu tratě Lauterbrunnen-Grindelwald přes Wengernalp a Kleine Scheidegg.                       |
| 27. | června    | 1890 |   | Leo Heer-Bétrix obdrží potřebnou licenci na 80 roků.                                                                                                 |
| 24. | července  | 1890 |   | Založena společnost Wengernalpbahn-Gesellschaft. |
| 24. | července  | 1890 |   | Podpis smluv se stavebními firmami. |
| 13. | července  | 1891 |   | Spolková vláda schválila plány železnice. |
|     |           | 1891 |   | Zahájení stavby WAB. |
| 18. | dubna     | 1892 |   | První zkušební jízda parní lokomotivy Lauterbrunnen-Wengen.                                                                                          |
| 10. | srpna     | 1892 |   | První lokomotiva se stavebním vlakem dosáhla Kleine Scheideggu. Vedení společnosti uzavírá smlouvu s Berner Oberland Bahn (BOB).                     |
|     | březen    | 1893 |   | Valná hromada společnosti schvaluje název "Wengenalp".                                                                                               |
|     |           |      |   | |
| 20. | června    | 1893 | … | Zahájení parního provozu po schválení Spolkovou radou ("žádná oslava", jak lakonicky poznamenal tisk). Prozatím v sezónním a příležitostném provozu. |
|     |           | 1906 |   | V boji proti hrozbě hospodářské soutěže, WAB rozhoduje postavit nový úsek tratě Lauterbrunnen-Wengen pouze se stoupáním 180 ‰.                       |
| 12. | března    | 1908 |   | Zahájení stavby nového úseku. |
| 3.  | července  | 1909 |   | Dokončení elektrifikace úseku Lauterbrunnen–Kleine Scheidegg                                                                                         |
| 24. | června    | 1910 |   | Dokončení elektrifikace úseku Kleine Scheidegg–Grindelwald                                                                                           |
| 7.  | července  | 1910 |   | Otevření zimního úseku Lauterbrunnen-Wengen. |
| 7.  | října     | 1910 |   | Otevření nového úseku Lauterbrunnen-Wengen. |
|     |           | 1912 |   | Ukončení provozu parních lokomotiv. |
|     |           | 1913 |   | Trať je poprvé v provozu i v zimě z Lauterbrunnen na Kleine Scheidegg.                                                                               |
|     |           | 1925 |   | WAB poprvé zajišťuje celoroční provoz z Lauterbrunnen na Kleine Scheidegg.                                                                           |
|     |           | 1932 |   | Wengenalpbahn (WAB) a Jungfraubahn (JB) vytvářejí společnou správu.                                                                                  |
|     |           | 1934 |   | WAB poprvé v provozu i v zimě z Grindelwald na Kleine Scheidegg.                                                                                     |
|     |           | 1942 |   | Přemístění výkonné rady WAB/JB z Curychu do Interlakenu.                                                                                             |
|     |           | 1946 |   | Zřízení společného ředitelství WAB/JB a BOB/BLM. |
|     |           | 1947 |   | Nákup prvních třech vozů BDhe 4/4 pro WAB. |
|     |           | 1948 |   | Výstavba traťového trojúhelníku na Kleine Scheidegg, propojení obou traťových větví.                                                                 |
|     |           | 1960 |   | WAB poprvé zajišťuje celoroční provoz z Grindelwaldu na Kleine Scheidegg a tím i do Lauterbrunnenu.                                                  |
|     |           | 1964 |   | SPB dodává 4 lokomotivy pro WAB. |
|     |           | 1970 |   | SPB dodává další 2 lokomotivy pro WAB. |
|     |           | 1978 |   | SPB dodává další lokomotivy pro WAB. |
|     |           | 1982 |   | WAB uvádí do provozu 1. vlakovou třídu. |
|     |           | 1988 |   | Uvedení do provozu 4 nových dvou-podvozkových jednotek BDhe 4/8.                                                                                     |
|     |           | 1990 |   | Výstavba lavinové galerie na straně Lauterbrunnen.                                                                                                   |
|     |           | 1992 |   | Uvedení do provozu zařízení pro nakládání prachu (odpadu) ve Wengenu.                                                                                |
|     |           | 1993 |   | 100 let provozu Wengenalpbahn (WAB) |
|     |           | 1993 |   | Zastřešení nádraží (části WAB) v Lauterbrunnen. |
| 1.  | ledna     | 1994 |   | Vznik Jungfraubahn Holding AG. |
|     |           | 1994 |   | Zahájení provozu autobloku na úseku Grindelwald Grund - Brandegg.                                                                                    |
| 26. | října     | 1994 |   | Výstavba nových nákladních ramp a manipulační haly ve Wengenu.                                                                                       |
|     |           | 1995 |   | Uvedení do provozu 2 nových lokomotiv He2/2. |
| 1.  | května    | 1996 |   | Podíly Jungfraubahnen Holding AG jsou obchodovány na švýcarské burze v Curychu.                                                                      |
| 21. | listopadu | 1997 |   | Otevření nově zrekonstruované stanice ve Wengenu. |
|     | podzim    | 1998 |   | Zahájení provozu nových nízkopodlažních souprav na WAB.                                                                                              |
| 1.  | ledna     | 1999 |   | Sportbahn Wengernalp Wixi AG kupuje většinový podíl Wengernalpbahn AG.                                                                               |
| 24. | června    | 1999 |   | Fúze Sportbahn Wengernalp Wixi AG a Wengernalpbahn AG, převzetí WAB.                                                                                 |
|     |           | 2000 |   | Založení Jungfraubahnen AG. |

## Technická data

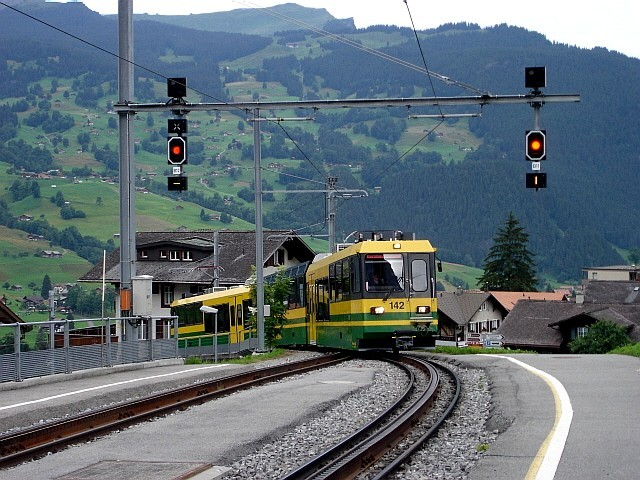
Grindelwald

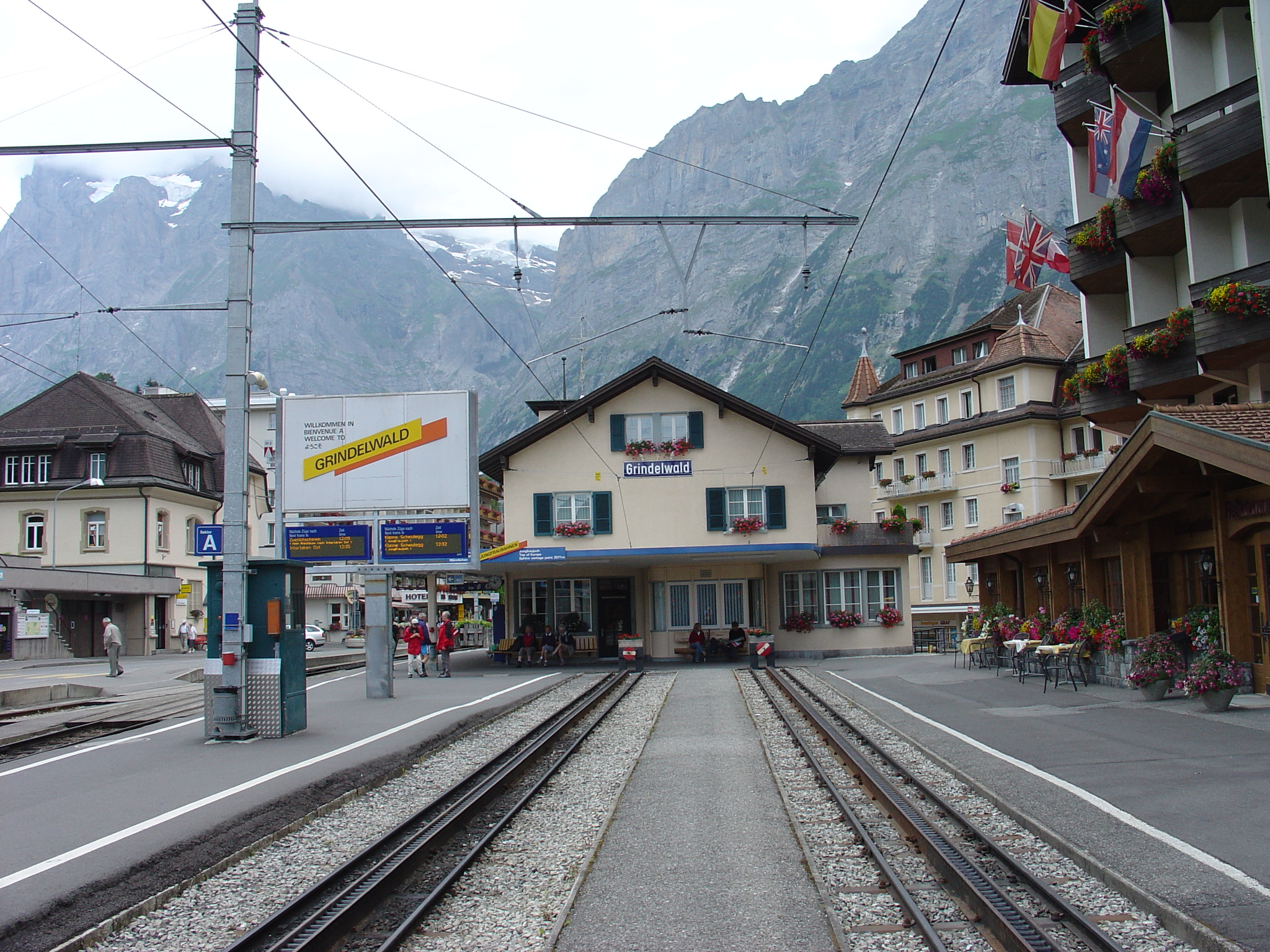
Grindelwald

| Rozchod:                  | 800 mm                                        |
| El. trakce:               | 1,5kV dc                                      |
| Provozní délka:           | 19.201 m                                      |
| Celková délka:            | 29.366 m                                      |
| Délka ozubeného hřebene:  | 29.366 m                                      |
| Ozubnicový systém:        | Ringgenbach (na trati)                        |
|                           | Strub (výhybky a křížení)                     |
| Max. rychlost:            | neuvedeno km/h                                |
| Max. rychl. na ozubnici:  | neuvedeno km/h                                |
| Největší sklon:           | 250 ‰ (Grindelwald, starý úsek Lauterbrunnen) |
|                           | 180 ‰ (nový úsek Lauterbrunnen)               |
| Průměrný sklon:           | neuvedeno ‰                                   |
| Nejvyšší bod:             | 2.061 m n. m. (Kleine Scheidegg)              |
| Nejnižší bod:             | 797 m n. m. (Lauterbrunnen)                   |
| Převýšení:                | 1.264 m                                       |
| Nejmenší poloměr oblouku: | 60 m                                          |
| Počet mostů:              | 30                                            |
| Celková délka mostů:      | 679 m                                         |
| Počet tunelů:             | 5                                             |
| Celková délka tunelů:     | 542 m                                         |
| Počet tubusů:             | 1                                             |
| Počet galerií:            | 4                                             |
| Celková délka galerií:    | 1.729 m                                       |
| Stanice a zastávky:       | 10                                            |
| Počet zaměstnanců:        | neuvedeno (r. neuvedeno)                      |

## Galerie

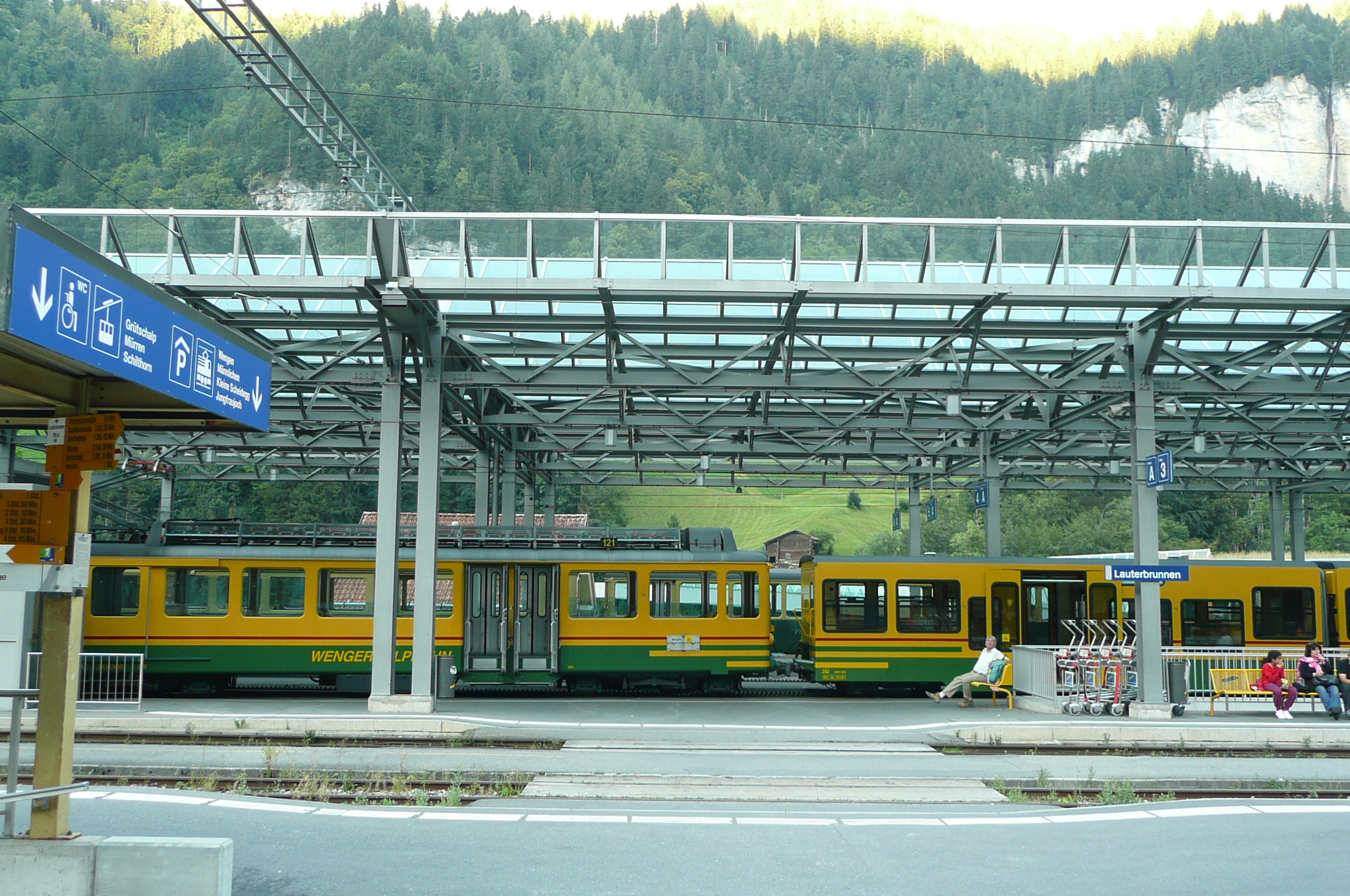
Lauterbrunnen
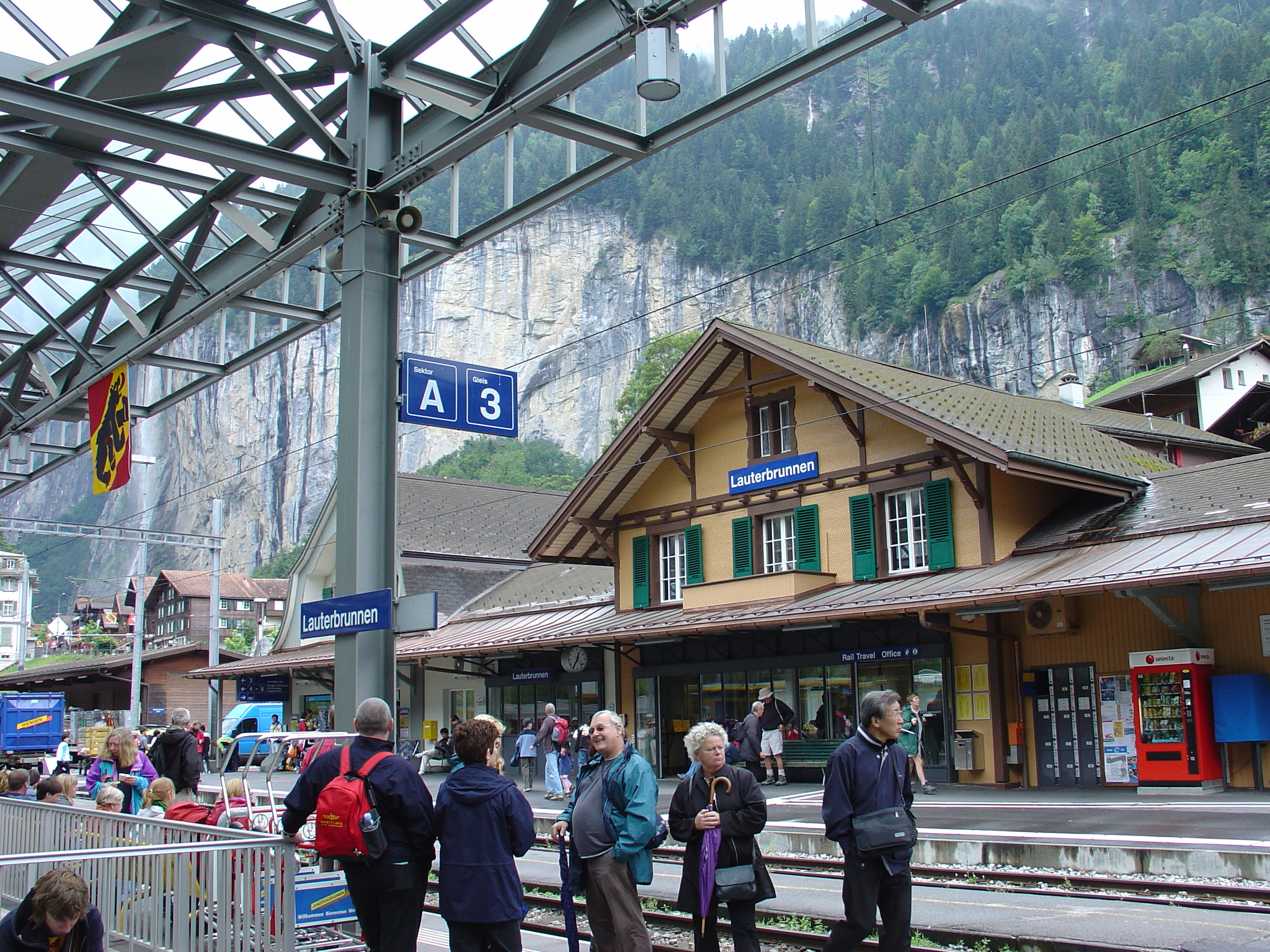
Lauterbrunnen
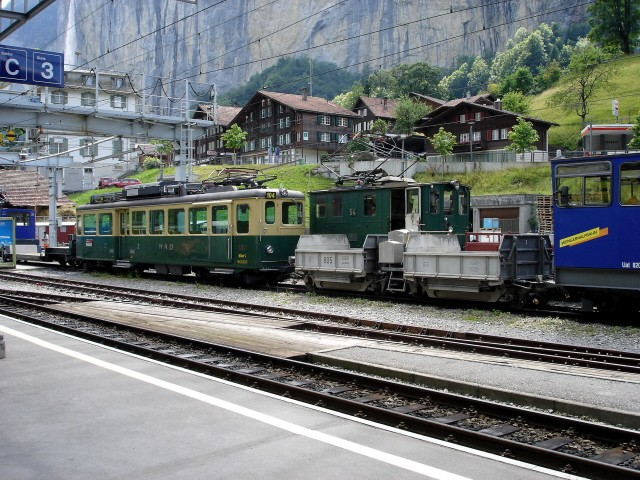
Lauterbrunnen
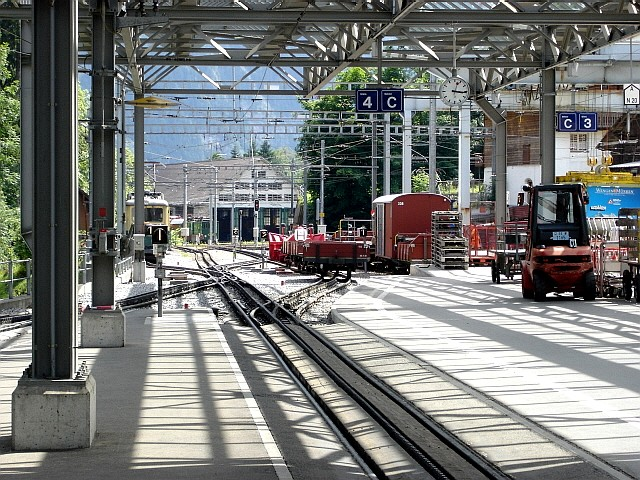
Lauterbrunnen
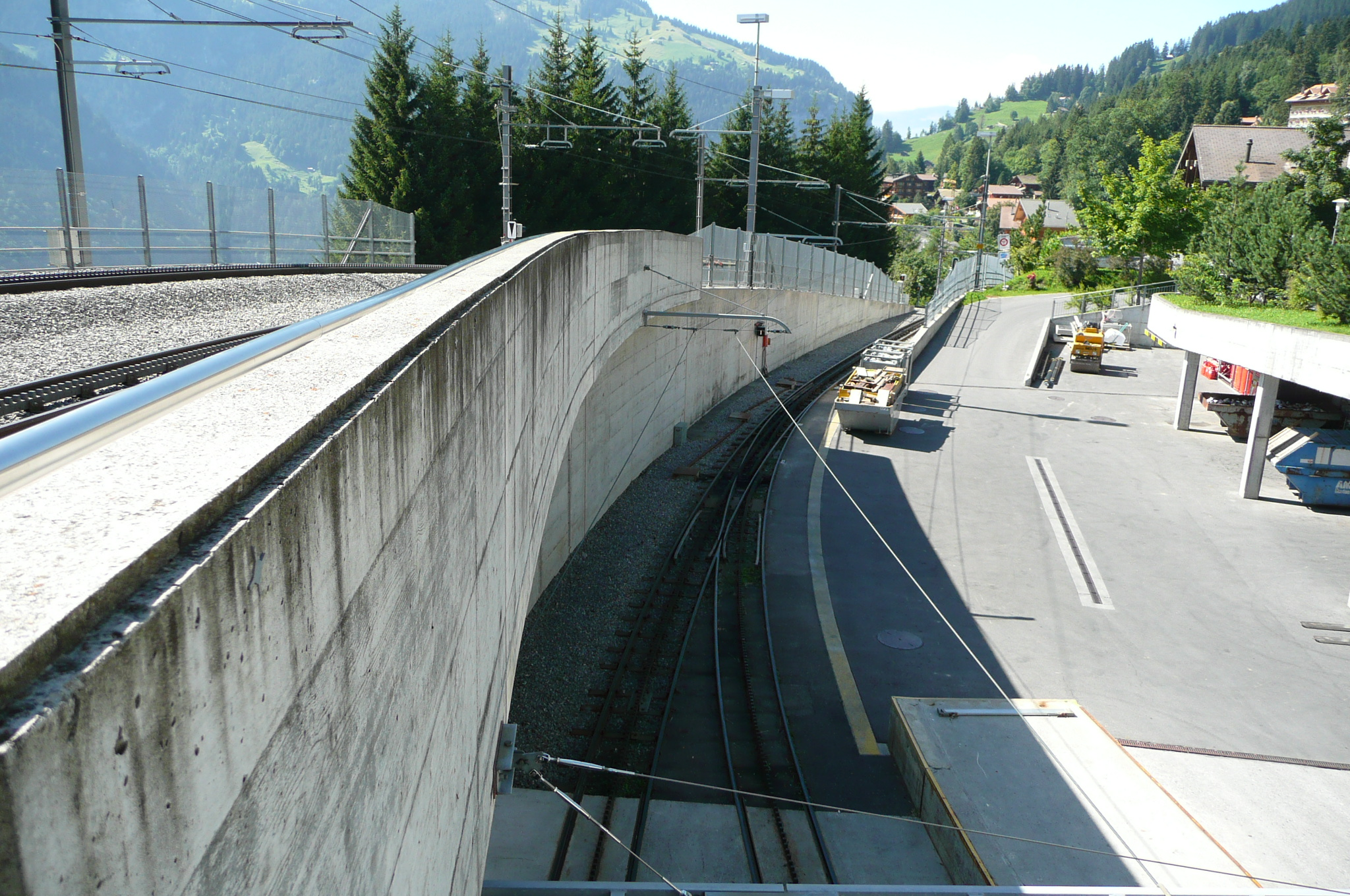
Wengen
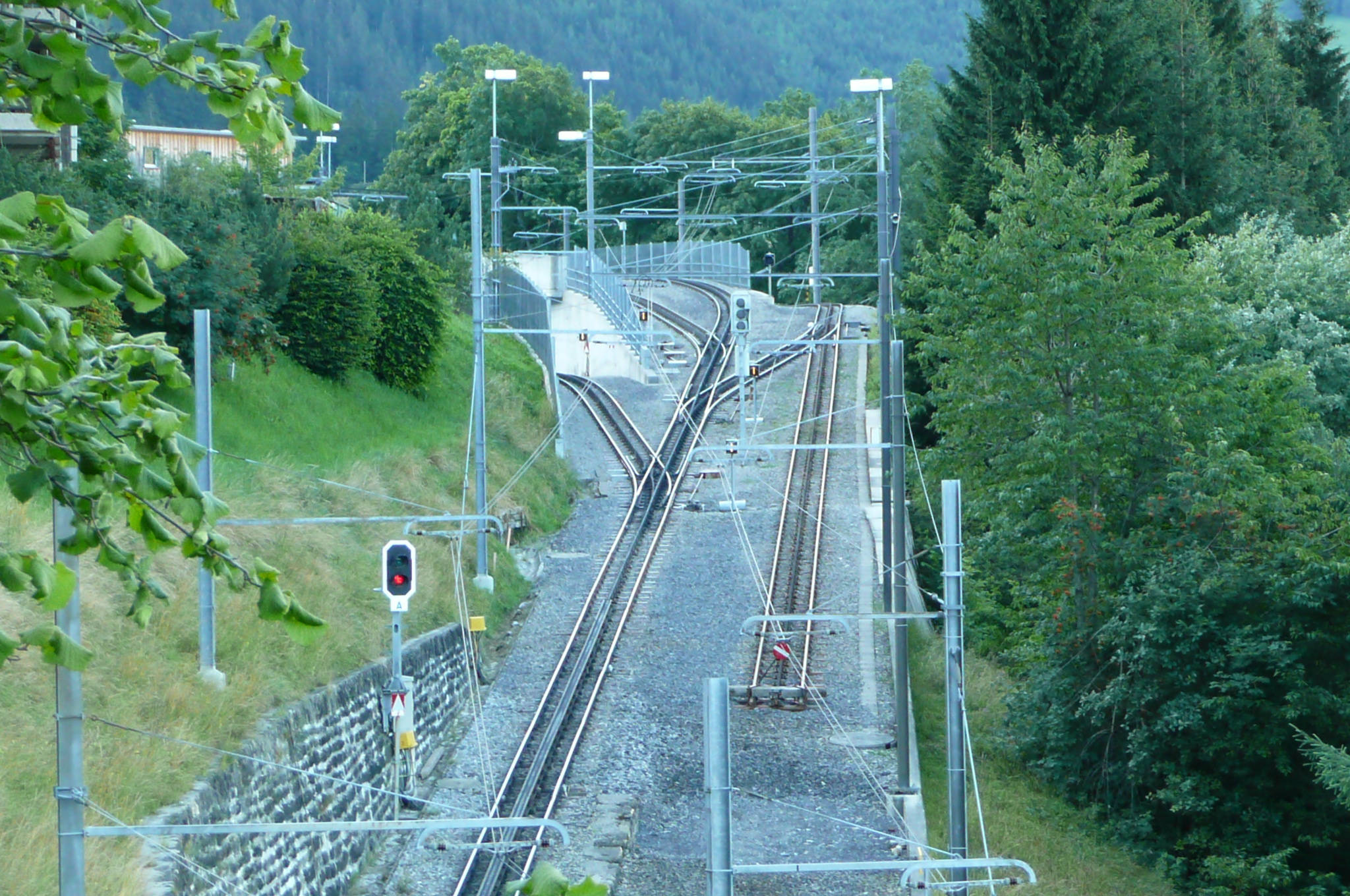
Wengen
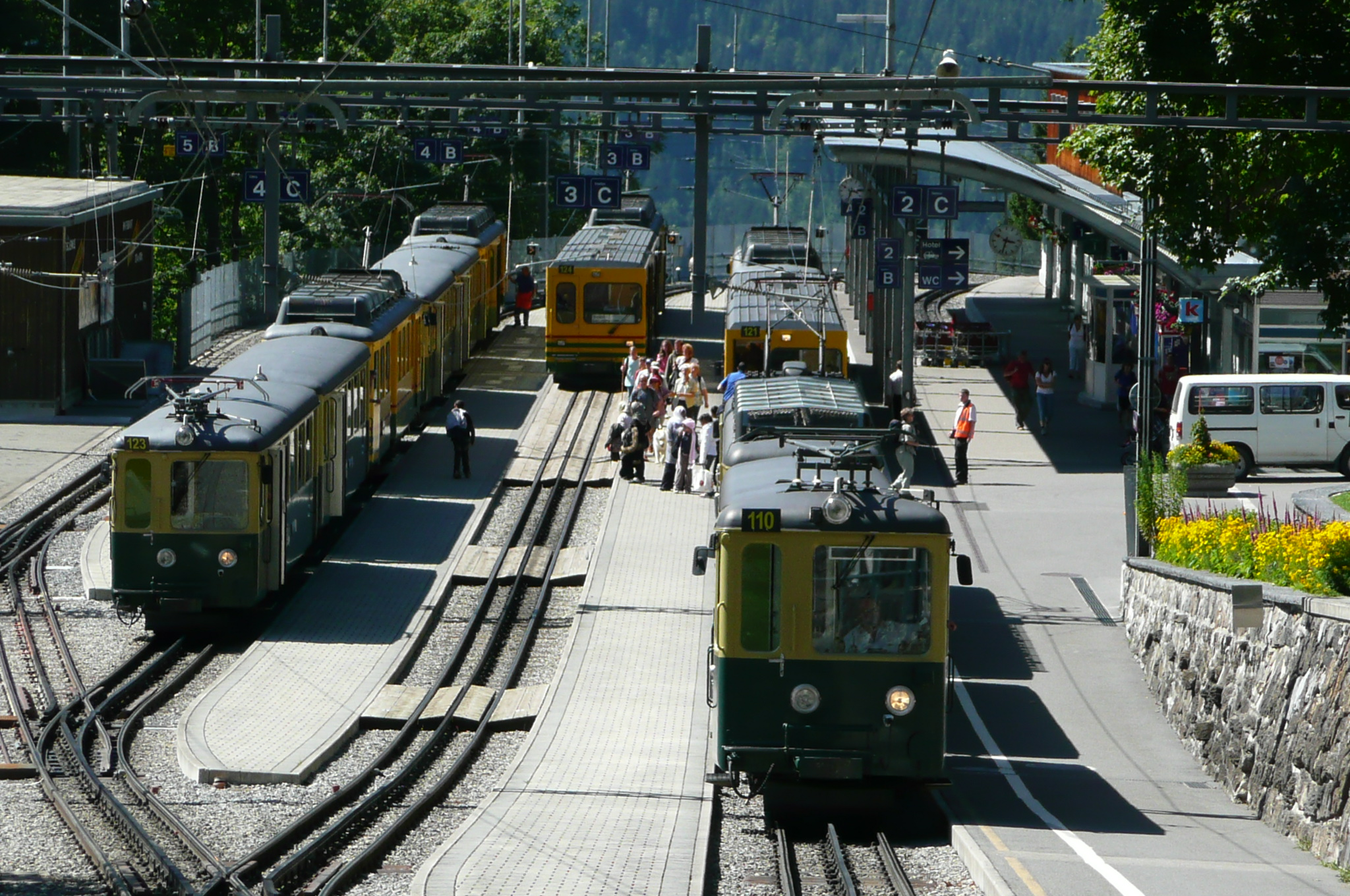
Wengen
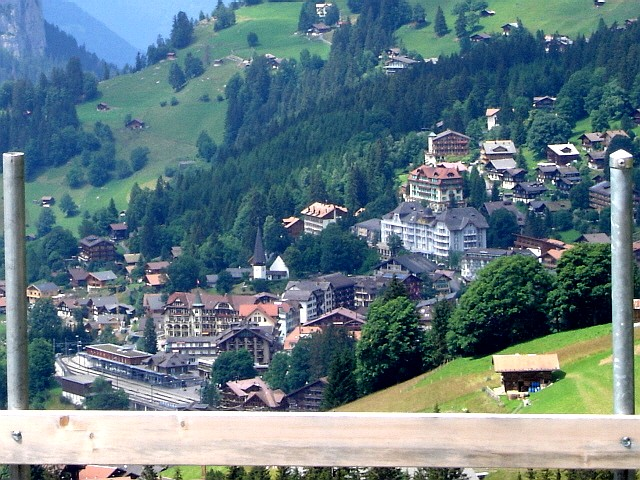
Wengen
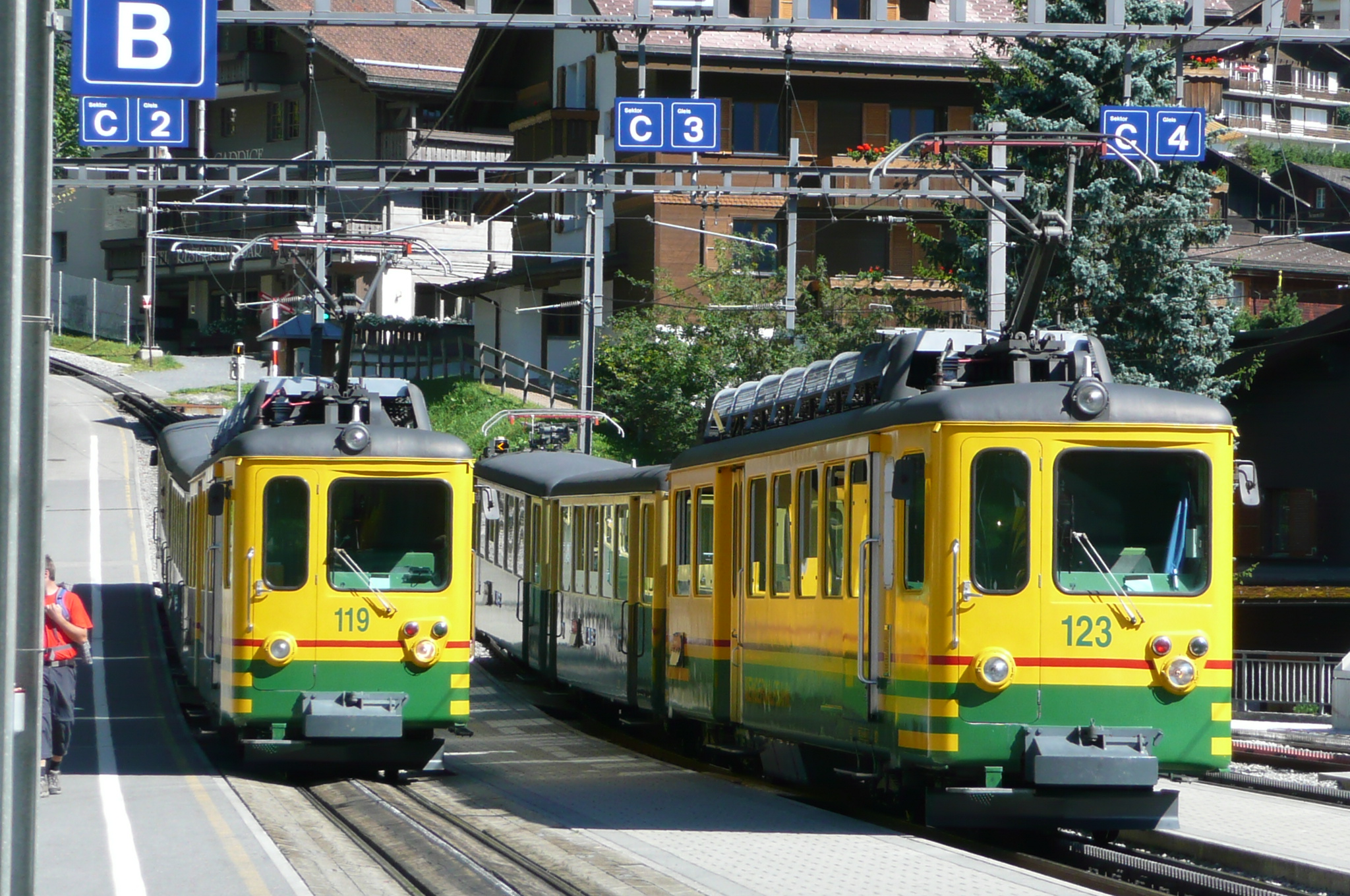
Wengen